# Raphidia communis
Raphidia communis är en halssländeart som beskrevs av Anders Jahan Retzius 1783. Raphidia communis ingår i släktet Raphidia och familjen ormhalssländor. Inga underarter finns listade i Catalogue of Life.